# Santamental
Santamental – album amerykańskiego muzyka i wokalisty Steve'a Lukathera. Wydawnictwo ukazało się 7 października 2003 roku nakładem wytwórni muzycznej Bop City Records. Nagrania zostały zarejestrowane pomiędzy 17, a 24 czerwca 2002 roku w The Steakhouses, North Hollywood.

## Lista utworów
Opracowano na podstawie materiału źródłowego.
1. "Joy to the World" - 3:07
2. "Greensleaves" - 6:58
3. "Jingle Bells" - 2:19
4. "Carol of the Bells" - 4:42
5. "Broken Heart for Christmas" - 4:09
6. "Angels We Have Heard on High" - 4:55
7. "Winter Wonderland" - 4:05
8. "Look Out for Angels" - 5:19
9. "Silent Night" - 4:33
10. "Goodbye" - 0:47
11. "The Christmas Song" - 2:16

## Listy sprzedaży
| Lista  | Kraj    | Pozycja |
| ------ | ------- | ------- |
| Oricon | Japonia | 150     |